# Tchabi
 (juin 2014).
Tchabi est une localité de la République démocratique du Congo, chef lieu de la chefferie des Wanyali Tchabi qui se situe dans le district de l'Ituri.